# Tuc dera Clòta
El Tuc dera Clòta és una muntanya de 1.391 metres que es troba entre els municipis de Bossòst a la Vall d'Aran i la comuna de Sent Memet a Comenge.